# موترهوز
موترهوز (به فرانسوی: Mouterhouse) یک کمون در فرانسه است که در Canton of Bitche واقع شده‌است.

## خصوصیات
موترهوز ۴۲٫۶ کیلومترمربع مساحت و ۳۰۵ نفر جمعیت دارد و ۳۸۰ متر بالاتر از سطح دریا واقع شده‌است.